# Daigo Kobayashi
Daigo Kobayashi (小林 大悟, Kobayashi Daigo) est un footballeur international japonais né le 19 février 1983 à Fuji dans la préfecture de Shizuoka au Japon. Il joue au poste de milieu de terrain.